# High as Hope
Albums de Florence and the Machine
How Big, How Blue, How Beautiful
(2015) Dance Fever
(2022)
High as Hope est le quatrième album enregistré par le groupe de rock indépendant anglais Florence and the Machine sorti le 29 juin 2018 en France.

## Titres
1. June
2. Hunger
3. South London Forever
4. Big God
5. Sky Full of Song
6. Grace
7. Patricia
8. 100 Years
9. The End of Love
10. No Choir